# 활불
활불(活佛)은 티베트 불교에서 누군가(부처, 보살, 또는 고승)의 환생이라 지명되어 그 "전생"의 제자들의 가르침을 받아 "후생"으로서 훈련받는 존재들이다. 티베트 현지어로 쥐구(티베트어: སྤྲུལ་སྐུ་, 한국 한자: 祖古 조고), 몽골어로 쿠빌간(몽골어: ᠺᠦᠪᠢᠯᠭᠠᠨ qubilγan, 한국 한자: 呼畢勒罕 호필륵한)이라 한다. 또한 몽골어로 이들을 일컫는 존칭이 쿠툭투다. 환생임이 지명되었으나 아직 교육을 다 마치지 못한 아이일 때는 전세영동이라고 한다. 교육 끝에 성인이 되어 좌상의식을 마치면 비로소 그때부터 쥐구가 된다. 
달라이 라마, 판첸 라마, 삼딩 도르제 팍모스, 젭춘담바 쿠툭투 등이 활불이다.